# 王哥柳哥遊台灣
《王哥柳哥遊台灣》是台灣電影導演李行、田豐及張方霞等聯合導演的電影處女作，上集於1959年2月7日在台北首映；下集於1959年2月19日在台北首映。本片現已被視為台語電影的代表作之一。
1990年代由電影圖書館改組而成的國家電影資料館（今國家電影中心），便將本片釋出於電視媒體及台灣各大小懷舊影展放映，並出版影音產品。該影片呈現1950年代台灣地區諸多影像，頗具歷史影像價值。

## 主要情節
故事描述王哥（李冠章飾）和柳哥（矮仔財飾）這對好哥們遊遍台灣的趣味過程。王哥是身形肥胖的擦鞋匠，柳哥是身形瘦小的三輪車夫，兩人情同手足。一日，他倆遇見一位算命師，算命師說王哥3日內會發大財，而柳哥會在44天後死亡。數日後王哥中了愛國獎券，獲得20萬元，柳哥發現算命師的話很靈驗，想到自己只剩37天可活，不禁悲從中來，王哥決定用獎金和柳哥一同遊遍台灣名勝。
兩人的旅途行經木柵仙公廟、碧潭、圓通寺，在新北投飽餐一頓後，搭火車南下高雄遊愛河，也沿路寄照片給柳哥在故鄉的情人阿花。但他們身上的鉅款被賊人覬覦，他們在屏東住宿時，賊人自願擔任兩人導遊，帶他們到山地門打獵，並趁他們專注在打獵時偷走箱子，不料箱內鉅款早被換成石塊，而鉅款則被旅館老闆保管。王哥和柳哥進入部落後，原住民少女看上他們倆，王哥被眾女圍繞十分快活，但鍾情阿花的柳哥對色誘無動於衷，趕緊把王哥帶離山地。
兩人遊歷安平古堡、開元寺、台南孔廟，在赤崁樓看見兩名討債人在為難一名老婦，他們替老婦歸還欠款後，反而被討債人盯上，四人展開追逐扭打。
王哥和柳哥擺脫了討債人，繼續遊山玩水，他們到關仔嶺、北回歸線、北港媽祖廟、西螺大橋、光華島、台中車站、台中公園，算了算日子，柳哥的死期將近，他們趕忙回到台北。柳哥已穿好壽服躺在棺中等待死期，阿花靜候在柳哥身旁，而王哥張羅著後事，但時候到了，柳哥卻沒有死，兩人方知算命師所言不過是江湖術士的話術。之後王哥把剩餘獎金捐作慈善，柳哥則與阿花結婚。

## 主要價值
當時好萊塢喜劇默片電影《勞萊與哈台》在台灣譯名為「王哥柳哥」，而《王哥柳哥遊台灣》受此影響，模仿了角色配置。全片充滿戲謔的情節，但也帶來了溫馨與歡樂，並介紹了台灣各地風景，在交通不甚便利的1950年代台灣影片市場一出品就受到相當矚目。該黑白有聲片，不但為台灣台語電影開發新的片種也創造極佳票房。 （页面存档备份，存于）
因《王哥柳哥遊台灣》的受歡迎，原班人馬相繼拍攝《王哥柳哥好過年》、《王哥柳哥過五關》等續集。其中仍多由矮仔財飾演柳哥，李冠章飾演王哥。
由李行編導的王哥柳哥系列作品，皆有不錯的票房佳績。又因影片中，胖王哥瘦柳哥兩要友的劇情主角設定，相當特殊出色。「王哥柳哥」的意思為台語固有講法，表示不正經男士之義。而因此片之故，至今有不少台灣人仍將體重過重的人稱為「王哥」，瘦小的人則稱為「柳哥」，而有時候也稱相當要好的兩個朋友為「王哥柳哥」。
值得一提的是導演李行、田豐以及張方霞等雖不諳台語，卻能執導這部出色的台語電影。
除了李行導演外，王哥柳哥系列也培育出不少電影戲劇演員，如隨後投入台灣電視演出的矮仔財、柯玉霞、戽斗等。除此，之後拍攝之部分王哥柳哥電影系列，因為原本擔任主角的矮仔財並未參與演出，而以王泰山遞補；之後，王泰山亦以「柳哥」為藝名。 （页面存档备份，存于）

## 拍景地點
- 總統府
- 介壽路
- 木柵仙公廟
- 北投
- 碧潭
- 圓通寺
- 湖心亭
- 北港媽祖廟
- 西螺大橋
- 日月潭
- 北迴歸線地標
- 台中車站
- 台中公園
- 霧峰林家花園
- 台灣省議會
- 孔廟
- 安平古堡
- 赤崁樓
- 中興新村
- 三地門
- 三地門鐵線橋
- 高雄車站
- 蓮池潭
- 愛河

## 系列
- 《王哥柳哥遊台灣》（上、下集）（1959年）

- 導演：李行
- 演員：矮仔財、李冠章、柯玉霞、戽斗

- 《王哥柳哥大鬧歌舞團》（1959年）

- 導演：吳文超
- 演員：金楓、矮仔財、文玲

- 《王哥柳哥好過年》（1961年）

- 導演：李行
- 演員：李冠章、矮仔財

- 《王哥柳哥過五關》（1962年）

- 導演：李行
- 演員：李冠章、矮仔財、何玉華、武拉運

- 《王哥柳哥百子千孫》（1965年）

- 導演：李冠章
- 演員：李冠章、矮仔財、張敏

- 《王哥柳哥007》（1966年）

- 導演：吳飛劍
- 演員：李冠章、何玉華、矮仔財、江青霞

- 《王哥柳哥遊地府》（1969年）

- 導演：徐守仁
- 演員：瑪莉莎、王哥、柳哥、吳玲

- 《王哥柳哥》（1983年）

- 導演：陳俊良
- 演員：許不了、歸亞蕾、余邦、陸一龍
- 註：此劇情片為（國語片）